# SC Xaverov
SC Xaverov Horní Počernice w skrócie SC Xaverov – czeski klub piłkarski, grający w szóstej lidze czeskiej (Pražská I. A třída), mający siedzibę w mieście Praga, w dzielnicy Horní Počernice.

## Historia
Klub został założony w 1920. W latach 1977–1993 występował nieprzerwanie w rozgrywkach drugiej ligi czechosłowackiej. Po rozpadzie Czechosłowacji klub grał od 1993 roku w drugiej lidze czeskiej. W 1995 roku spadł z niej. W 1999 roku wrócił do drugiej ligi, a w 2003 roku spadł do trzeciej. W sezonie 2005/2006 grał w drugiej lidze po raz ostatni (stan na rok 2019).

## Stadion
Domowe mecze klub rozgrywa na stadionie Na Chvalech, położonym w mieście Praga. Stadion może pomieścić 3400 widzów.